# 勝小鹿
勝小鹿（日语：かつ ころく，1852年3月7日—1892年2月8日，嘉永5年2月17日 - 明治25年2月8日），為日本海軍軍人，最高官位為海軍少佐。勝海舟的嫡長子，又名小六。

## 生平
勝小鹿1852年於江戶出生，為勝海舟嫡長子。1867年，前往美國羅格斯大學留學，四年後入讀美國海軍學院，1872年正式成為海軍省留學生。於1877年畢業之後，曾到英國及法國考察，同年12月回日本。1878年升為海軍大尉，但出於健康問題而一直從未擔任任何官職，直至被編入預備役。1878年3月，他在海軍兵學校命令下參軍，但仍然在接受治療。同年12月升為海軍少佐。
1880年12月，他成為海軍練習船「攝津艦」副長兼砲術課副課長，負責指導船員，但於翌年4月因為病情而辭職。1884年重新參軍，擔任調度局艦船營需用品取調掛長，並與靜岡縣士族齋藤氏一名女子結婚，於翌年因病而暫時休職，同年12月復職，出任横須賀屯營副長。一年後病情加重，1887年出任造船會議議員，但於1888年因病情過份嚴重而被命令休職。
1891年再次被編入預備役，於1892年死去，終年三十九歲。死後葬於港區都營青山靈園。

## 家庭
勝小鹿為勝海舟嫡長子，原本是要繼承勝伯爵家，但由於他早逝，於是由幕府將軍德川慶喜十男勝精迎娶小鹿之長女伊予子（1888年 - 1922年），成為小鹿的婿養子，於勝海舟逝世後繼承勝伯爵家。而小鹿有另一名女兒，名為知代子。
另外，勝小鹿有不少兄弟姐妹，同母的有大姐内田夢、二姐疋田孝子、次弟勝四郎；而異母的則有三弟梶梅太郎（隨母姓）、三妹逸子（夫為目賀田種太郎）、四妹八重、四弟岡田義徴、五妹妙子。